# Heinrich Jordis von Lohausen
Heinrich Jordis von Lohausen nacido el 6 de enero de 1907 y fallecido en 2002 es un general y barón austriaco que sirvió en el ejército de Austria y después del Anschluss en la Wehrmacht, bajo el mando del mariscal Rommel. A la fin de la Segunda Guerra Mundial, volvió a servir de nuevo en el ejército austriaco. Especialista de geopolítica, se perfila por la constitución de un imperio europeo conservador e independiente.